# Bodești (okręg Neamț)
Bodești – wieś w Rumunii, w okręgu Neamț, w gminie Bodești. W 2011 roku liczyła 1894 mieszkańców.